# コミックとらのあな

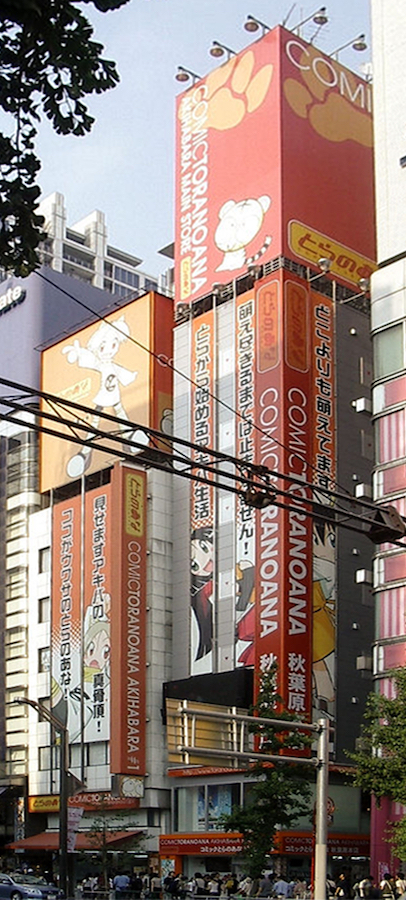
秋葉原店A（右から3棟目）と秋葉原店B（同2棟目）は、中央通り沿いに隣接していた
（2007年8月11日撮影）

コミックとらのあなは、東京都千代田区に本社を置く株式会社虎の穴（英: Toranoana Inc.）が経営する、同人誌を中心とした漫画関連商品などを通信販売および店頭販売する同人ショップ。通称“とらのあな”もしくは“とら”。台湾にも出店しており、台湾での店名表記は「虎之穴」。
漫画同人誌以外にも商業漫画本（漫画雑誌・単行本）、アニメ関連の映像・音楽ソフト・小説・ゲームソフト、またそれらの関連商品を扱っている。

## 概要
1990年代の創業当初、いわゆる“オタク向け”の店舗はジャンルではなく媒体で区別されており、当時のオタクは例えば秋葉原で買い物をする場合、ゲームはソフマップ、アニメは石丸、漫画・小説は神保町の高岡書店といった各専門店を渡り歩く必要があった。
創業者の吉田博高は工業高校卒業後にソフトハウスの立ち上げを目指しており、販売の現場を視察するためソフマップで働いていた。その際、複数店を渡り歩かずに関連する商品を一件で提供できる店舗（ワンストップショッピング）があれば便利だと思った。しかし、ソフマップでは店の方針により、置ける書籍はゲーム攻略本程度であり、秋葉原という立地自体も、必要な陳列面積に対して商品単価の低い書籍を敬遠する風潮があった。吉田は競合するコンセプトの店が無いと考え、1994年6月に独立して秋葉原で創業を決意した。社名は「秘密特訓場のイメージと、インディーズっぽい響き」が気に入り、漫画『タイガーマスク』に登場するプロレス秘密結社「虎の穴」から名付けたという。
当初は路地裏にある雑居ビル（神林ビル）の3階の一室に店を構える古書店であり、流通システムの都合で商業漫画はなかなか揃えることが出来ず、パソコン通信仲間の伝手を頼って同人作家から直接買い付けたこともあるという。この当時、成人向けの内容であっても同人誌では修正処理がなされていないことが通例であり、刑法第175条（わいせつ物頒布等の罪）に抵触する内容のものが数多くあり、秋葉原では1992年に成人向け同人誌を扱う書店が摘発されている。このことで、同人誌はリスクの高い商品と見なされており、取り扱う店舗が少なく、創業当時は秋葉原では数少ない同人誌書店であり、同じビルの2階に入居していた「湘南通商」や「丹青通商」などの電子部品の中古やジャンク品を扱う専門店とはしごするマニアの姿が多く見られた。
同人誌の販売からスタートし、その後、商業作品や関連グッズの取り扱い、通信販売なども手がけている。2010年代以降はクリエイター支援プラットフォームやオンラインのグッズ委託サイトなどWebサービスを展開しており、これらを自社開発するためシステム開発部門「虎の穴ラボ」を立ち上げ、後に「虎の穴ラボ株式会社」として分社化した。
この他、結婚相談所や居酒屋なども展開している。いずれも、オタクコンテンツと関連性を持たせている。

## 沿革
- 1994年
  - 6月 - 秋葉原に「とらのあな」1号店開店
  - 12月 - 秋葉原に「とらのあな」2号店開店
- 1996年
  - 7月 - 有限会社虎の穴を設立、同時に通信販売部門を新設、通販カタログ「虎通」創刊。以後、新刊同人誌の委託販売にも進出し、規模を拡大していった。（1995年以前から２号店で新刊同人誌の委託販売は行っている。）
  - 10月 - 「とらのあな」3号店開店　同人誌専門販売
  - 12月 - 「とらのあな」4号店開店　古書専門独立
- 1998年
  - 2月 - 「とらのあな」池袋店開店　全店舗取扱商品を販売
  - 10月 - 有限会社FOX出版（現：ツクルノモリ株式会社）を設立
- 1999年
  - 3月- 同人ダウンロード販売サービス「デジとら」を開設（2001年休止の形で終了）。
  - 10月 - 「とらのあな」5号店開店　ホビー、同人誌専門店
- 2000年
  - 3月- 大阪なんば店開店。これを皮切りに他地方の主要都市へと店舗網を広げる。
  - 8月 - 物流センター開設　自社流通を確立
  - 11月 - 「とらのあな」3号店・5号店を統合。新1号店として開店
- 2001年
  - 2月 - 無料情報誌「とらだよ。」創刊
  - 9月 -「とらのあな」広島店開店　中国地方に進出
- 2002年2月 -「とらのあな」名古屋店開店　東海地方に進出
- 2003年
  - 2月 -「とらのあな」福岡店開店　九州地方に進出
  - 4月 - 有限会社から株式会社へ組織変更。
  - 11月 - 「とらのあな」札幌店開店　北海道に進出
- 2004年10月 - 女性向無料情報誌「プリンセスノート」創刊
- 2006年8月 - 「とらのあな」秋葉原本店を開店。
- 2007年
  - 7月 - 「とらのあな」仙台店開店　東北地方に進出
  - 11月22日 - 同人ダウンロードストア「TDS（とらのあなダウンロードストア）」を開設[8]（2012年10月6日には3か月間ダウンロードの無い作品の削除を開始。2015年12月15日にサイトを閉鎖し、サービスを終了した[9]）。
- 2008年
  - 8月 - 物流センターを千葉県市川市田尻の貸倉庫（日本ロジステック株式会社京葉市川センター）に移転。
  - 12月 - 千葉県市川市に本社事務所移転。
- 2010年12月 - 「とらのあな」新潟店開店　北陸地方に進出
- 2011年1月31日 - 電子書籍（デジタル同人）配信サービス「とら電人」を開始（「とら電人」はApp Storeによってアプリの配信が停止され、2012年5月17日をもって終了した[10]。）。
- 2013年
  - 4月 - ソーシャルゲームプラットフォーム「トラゲー」を開設[11]（2015年3月で終了）
  - 10月1日 - ユメノソラホールディングス株式会社を設立し、持株会社体制に移行した。同時に関連会社のFOX出版もツクルノモリ株式会社に商号変更・改組したほか、株式会社アクアプラスの全株式を取得しグループ化した[12][13]。
- 2014年
  - 2月 - 秋葉原に本社事務所を移転
  - 10月 - ユメノソラホールディングス株式会社、株式会社アドバゲーミング（現：虎の穴ラボ株式会社）を完全子会社化。
- 2015年3月 - とらのあな出張所豊橋店開店
- 2016年
  - 5月 - ユメノソラホールディングス株式会社、クラウドファンディングサイト「ファンティア」を開設
  - 7月 - 電子書籍（デジタル同人）配信サービス「とらのあな電子書籍サイト」を開始[14]。
  - 7月 - 角打ちスタイルの酒屋「トラ(ノ)アナ NOMOO」開店[15]
- 2017年
  - 2月 - 秋葉原の結婚相談所「とら婚」オープン
  - 4月 - 同人アイテム「お取り置き」仲介サービス「とら(の)あなKEEPER」開始（2021年8月終了）
- 2018年
  - 2月 - クラウドファンディングサイト「ファンティア」の運営会社を株式会社虎の穴に変更
  - 3月 - 初の海外直営店舗「とらのあな台北店」開店
  - 6月3日 - 通信販売サイトを12年振りにリニューアル[16]。
  - 10月15日 - 東京都・千葉県・大阪府の一部店舗でPonta・楽天ポイントカード・WAON POINTカードが利用可能となる（2020年6月末をもってWAONPOINTカードから、2021年8月末をもってPontaからそれぞれ撤退）[17]。

- 2019年
  - 3月 - この時点でポイント連携は五大都市圏および周辺地域と仙台市の一部店舗へ対応店舗を拡大した[18]。
  - 10月 - 「虎の穴ラボ」を「虎の穴ラボ株式会社」として分社化[7]。
- 2020年
  - 4月15日 - 上記3種類のポイントカードに加えてdポイントカードも利用可能となると同時に対応店舗を全店舗に拡大した。
- 2022年
  - 8月31日 - 池袋店及び台北店を除く全ての実店舗の営業を終了[19]。
  - 12月28日 - ユメノソラホールディングス株式会社の完全子会社である株式会社アクアプラスを株式会社HIKE（旧：CREST）へ譲渡[20]。
- 2023年
  - 11月17日 - 物流センターを千葉県八千代市保品（第一貨物千葉物流センター）に移転[21]。

## 店舗

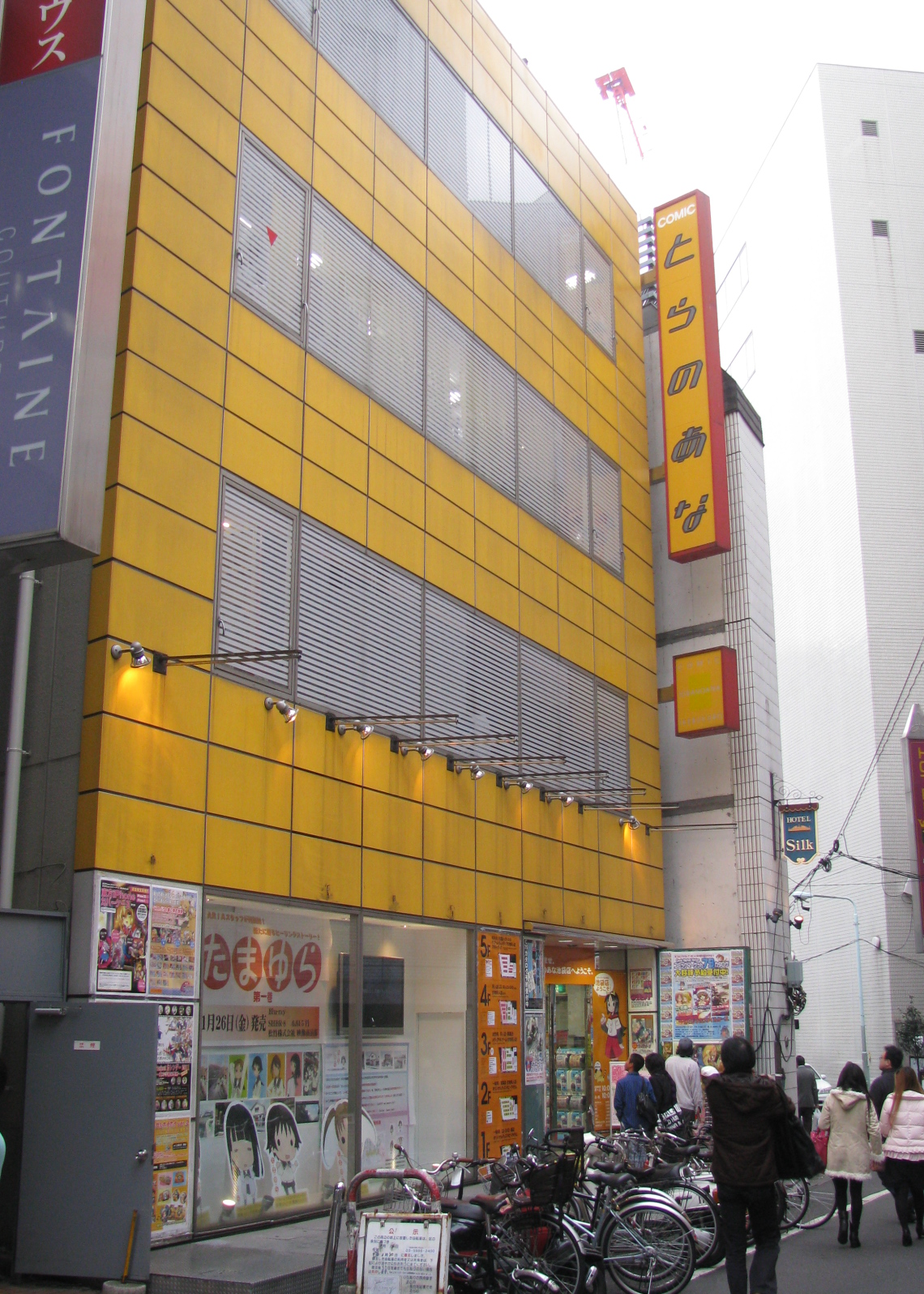
移転前の池袋店
（2010年11月26日撮影）

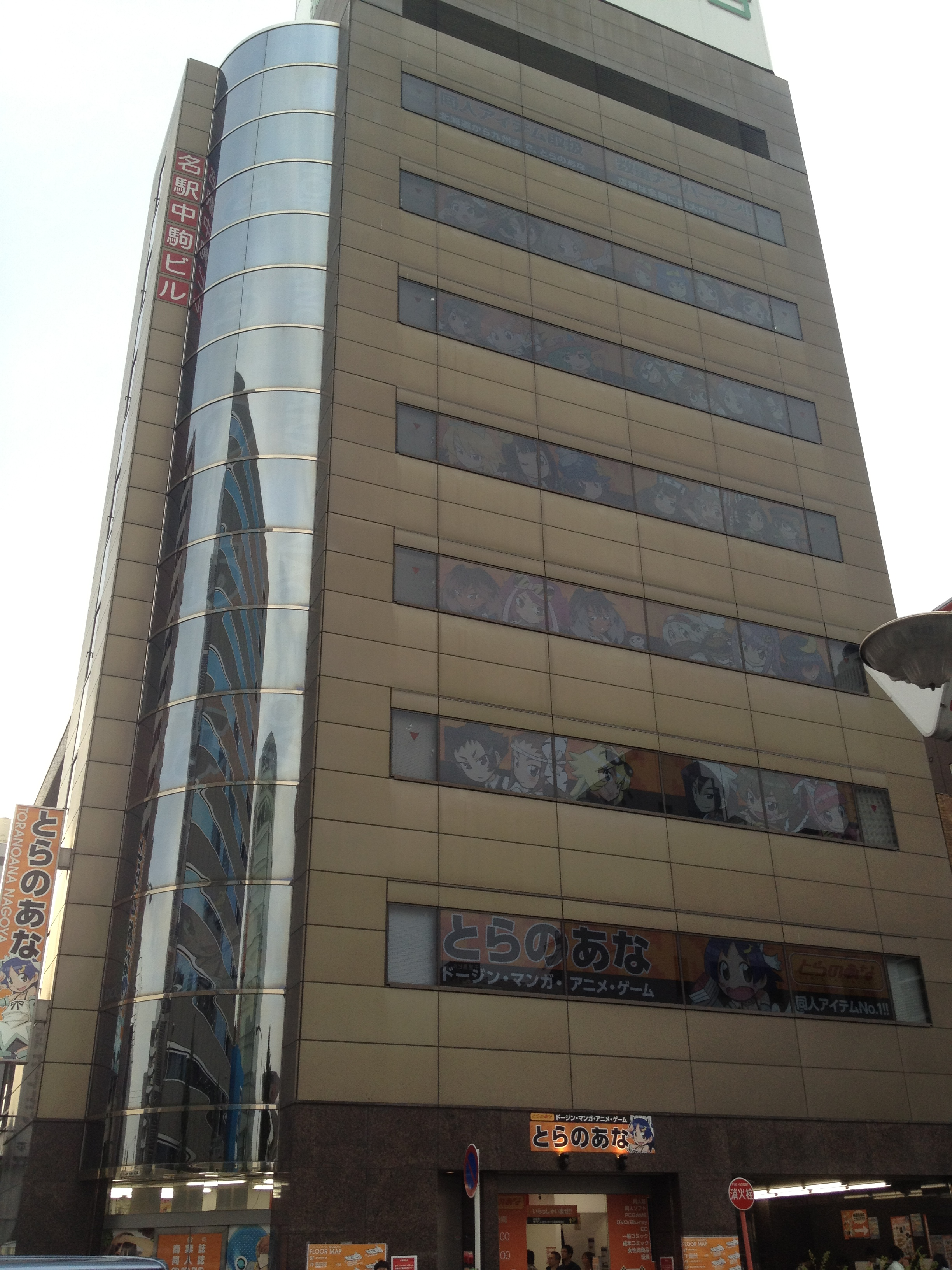
名古屋店新店舗
（2013年4月29日撮影）

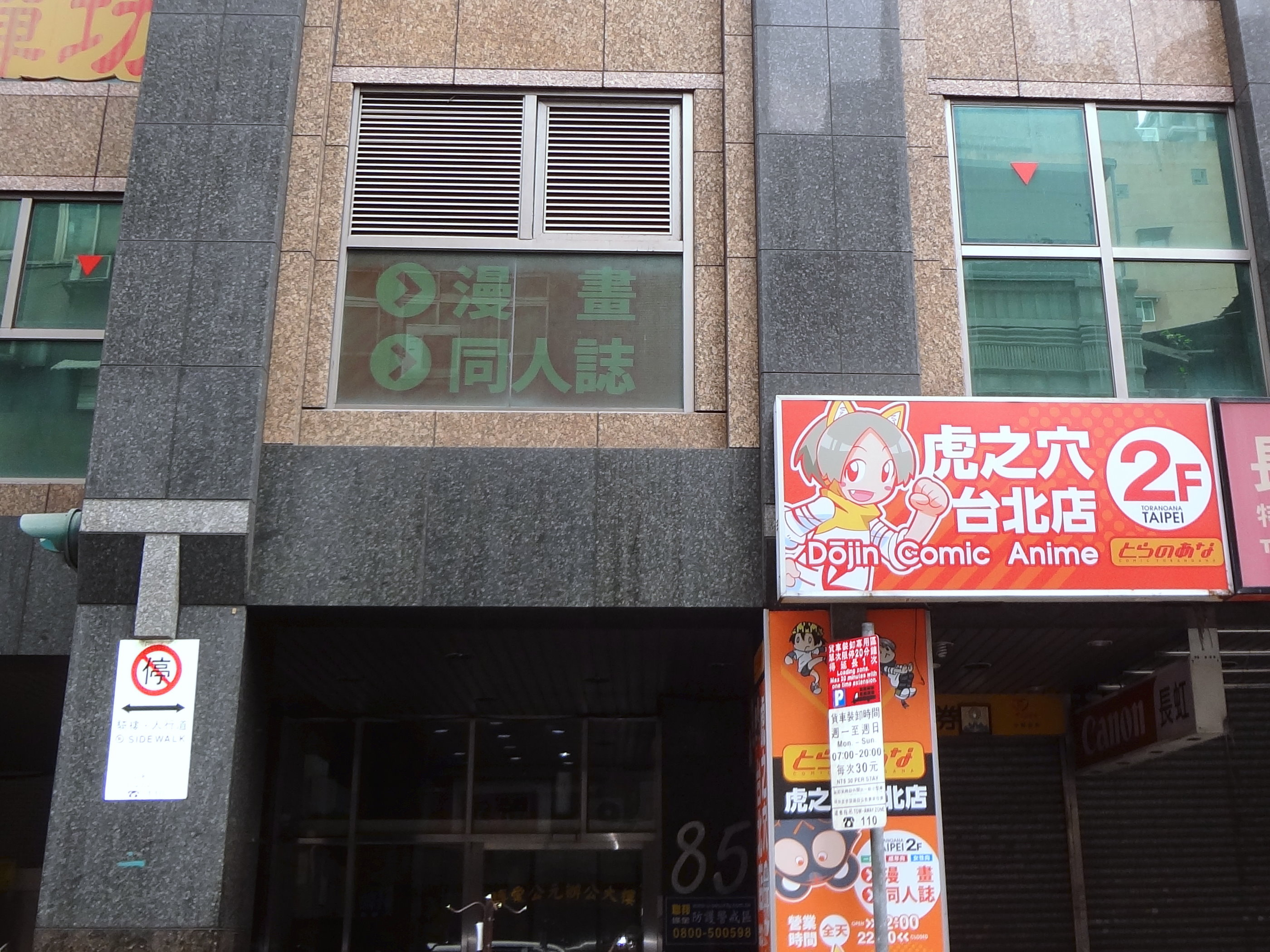
台湾・台北店
（2018年5月10日撮影）

### 実店舗
かつては特に人口の多い東京都（東京都区部）および政令指定都市を中心とした都市部にのみ出店していた。一方、政令指定都市でも川崎市・相模原市・浜松市・堺市・北九州市には出店実績がなかった。
2008年に吉祥寺、2009年に八王子市・町田市、2013年に蒲田に出店するなど、特別区に近い市部へ重点的に出店しており、一時期は関東地方だけで全店舗の約半数を占めていた。2016年3月までに多摩地域の店舗は全て閉店していたが、8月には立川に、2018年には一度撤退した町田に新たな店舗を構えた。現在は東京山手線内にある秋葉原、池袋、新宿に集約させるため、店舗数は減少している。2017年からは関東以外で出店が増加傾向にあった。
2020年3月以降、新型コロナウイルス感染拡大によって店舗での利用客が減少し、オンラインでの通販への移行が明確化したとして、同年6月の新潟店及び三宮店の閉店を皮切りに全国各地での店舗閉店が相次いだ。そして2022年8月をもって以下を除いた全実店舗を閉店することとなった。同年9月以降現在の店舗は以下の2店舗のみ。
- 池袋店 - 2013年4月19日開店[24]、2015年11月14日移転[25]
- 台北店 - 2018年3月23日開店。初の海外店舗。

### とらのあな出張所
一般の書店の中で展開している店舗。営業はその書店に合わせているため、とらのあなのポイントカードが使えないことや、一部の店舗（アダルトショップ）で18歳未満立入禁止になっているなどの差がある。
※2022年2月現在
| 都道府県 | 店名                 | 備考 |
| -------- | -------------------- | --- |
| 北海道   | 駿河屋札幌ノルベサ店 | 2021年8月14日開店。 駿河屋札幌ノルベサ店内                                                                                    |
| 東京都   | オリオン書房アレア店 | 立川市、アレアレア〔2〕内オリオン書房                                                                                         |
| 愛知県   | 豊橋店               | 精文館書店豊橋本店コミック館内                                                                                                |
| 福岡県   | 未知書房福岡南店     | 2022年4月1日開店 アダルトビデオ、アダルトグッズといった成人向けの商品をメインに扱っているため、18歳未満立入禁止になっている。 |
| 熊本県   | 未知書房富合店       | 2022年8月10日開店（健軍店より移転） 福岡南店同様、富合店も18歳未満立入禁止になっている。                                      |

### 閉店した店舗
※2022年9月現在。閉店年月日順に記載。

#### 実店舗
- （秋葉原）2号店・3号店・4号店・5号店 → 秋葉原1号店・秋葉原本店（現: 秋葉原店A・秋葉原店B）に集約
- 新宿1号店（2000年5月開店、2001年10月閉店） → 新宿2号店に集約し同店が新宿店に改称
- （大阪）日本橋店（2001年6月開店、2003年10月閉店） → なんば店に集約
- なんば2号店（2005年7月30日開店、2007年12月8日移転[31]、2009年3月15日閉店[32]） → なんば店に集約
- 吉祥寺店（2008年4月26日開店[33]、2009年3月15日閉店[32]）
- 蒲田店 （2012年3月16日開店、2015年3月15日閉店[34]）
- 新宿店B（2013年8月8日開店[35]、2015年2月28日閉店[36]）
- 新宿西口店（2013年8月8日開店[37]、2016年2月28日閉店[38]）
- 町田店(初代)（2007年4月14日開店[39]、2009年11月21日移転[40]、2016年3月6日閉店[38]）
- 八王子店（2009年11月28日開店[41]、2016年3月13日閉店[38]））
- 大須店（2018年7月14日開店[42]、2019年5月31日閉店[43]）
- 湘南藤沢店（2017年11月23日開店[44]、2019年8月31日閉店[45]）
- 宇都宮店（2017年12月8日開店[46]、2019年8月31日閉店[45]）
- 立川店 (2016年8月6日開店[47]、2020年2月29日閉店)
- 静岡店（2010年10月23日開店[48]、2020年6月30日閉店[49]）
- 三宮店（2001年8月開店、2008年2月23日増床、2010年2月27日減床[50]、2020年6月30日閉店[49]）
- 新潟店（2010年12月3日開店[51]、2019年11月1日移転[52][53]。2020年7月31日閉店[54]）
- 福岡店（2003年2月開店、2006年10月21日移転、2020年7月31日閉店[54][55][56]）
- 横浜店（2003年9月開店、2009年8月8日移転[57]、2020年8月31日閉店[23]）
- 町田店（2代目）（2018年4月28日開店[58]、2020年8月31日閉店[23]）
- 京都店（2010年12月3日開店[51]。2013年10月31日移転。2020年8月31日閉店[23]）
- 仙台店（2007年7月14日開店[59]、2009年8月8日移転[60]、2020年8月閉店[23]）
- 秋葉原店C（2013年11月1日開店、2021年4月4日閉店[61]）
- 秋葉原店B（2021年4月6日閉店[62]）
- 札幌店（2003年11月開店、2021年6月30日閉店[63][64]）
- 広島店（2001年9月開店、2013年3月20日移転、2021年6月30日閉店[64]）
- 名古屋店（2002年2月開店、2013年4月26日移転[65]、2021年10月31日一時閉店[66]）→再出店を目指すも断念[19]
- 大宮店（2009年11月14日開店[67] 、2022年1月31日閉店[68]）
- 岡山店（2017年7月29日開店[69]、2022年1月31日閉店[68]）

#### とらのあな出張所
- とらのあな出張所 in ときわ書房本店（2016年9月14日閉店[70]）
- とらのあな出張所 in 良文堂書店（2016年6月19日閉店[71]）
- とらのあな出張所 in 未知書房健軍店（2022年8月7日閉店、同年8月10日より富合店へ移転[72]）

#### その他
- 秋葉原本店（後の秋葉原店B）の2階では、2006年8月5日の同店開店時よりコスプレ喫茶「Cafe with Cat」を運営していた[73] が、2009年5月17日に閉店[74]。跡地はその後、店内設備はほぼそのままで、オリジナルグッズ売り場に変更された。

## 広告・宣伝媒体
- 広告キャラクターのイラストレーターは初期にはしかとみよが、2001年以降はむっくが雑誌広告漫画『とらのあなの美虎ちゃん』と合わせて担当している。

### イメージソング
- 『ここだよ。』（作詞・作曲：桃井はるこ、編曲：小池雅也、歌：UNDER17）
  - 2004年12月にとらのあな限定でCDが発売された（UNDER17バージョン、虎々（松来未祐）バージョン、とらみ（桃井はるこ）バージョン、インストゥルメンタルを収録）。
  - UNDER17バージョンはUNDER17のアルバム『そして伝説へ…』（2004年12月22日発売）にも収録。また松来未祐バージョンは松来のアルバム『MEMORIES ～Miyu Matsuki Best Songs～』（2008年9月26日発売）にも収録。

元UNDER17ボーカルの桃井はるこは、とらのあな創業当時、向かいのジャンク屋でアルバイトをしており、休憩時間などに度々立ち寄っていたという。後にテーマソングを担当することになるとは思いもよらず、オファーが来たときは大変驚いたと語っている。
- 以前は『虎のプライド』（歌：串田アキラ）というイメージソングもあった。

### 無料配布小冊子
『とらだよ。』『虎通』『プリンセスノート』の3誌とも2012年（平成24年）7月25日刊行分をもって一旦すべて休刊。同年10月にリニューアルしての再開を予定していたが、そのまま消滅した。その後2013年（平成25年）から、『とらだよ。EXTRA』が不定期刊行されている。
2012年10月より、インターネットのコンテンツとして配信していたが、2015年（平成27年）12月25日をもって更新を終了。
- とらだよ。
2001年（平成13年）2月創刊[76]。2011年（平成23年）6月より「プリンセスノート」と合冊。漫画・アニメの情報のほか松来未祐や門脇舞（現: 門脇舞以）、生天目仁美、伊藤静といった声優のコラムや漫画家のインタビューなどを掲載。非常に充実した内容を有しており、配布時期終了前に品切れをすることもしばしばあった。
2013年（平成25年）から、『とらだよ。EXTRA』として不定期刊行。
- 虎通
1996年（平成8年）7月創刊[76]。主に男性向け同人商材、18禁PCゲームなどの記事を扱う。同人商材の売り上げランキングや新作18禁ゲームの紹介、成人向けコミック誌の紹介がメインとなっている。元は有料の同人誌通販カタログ（コミックの掲載もあり）だった。
- プリンセスノート
2004年（平成16年）10月創刊[76]。2011年（平成23年）6月より「とらだよ。」と合冊。女性向けの同人商材・商業誌を記事にしていた。

## インターネット配信コンテンツ

### とらのあなラジオ部 ～とららじ～
コミックとらのあな店舗で開催されるキャンペーン、ランキングなど様々な情報を届けるラジオ番組。コミックとらのあな全店での店内放送および、公式サイト上で無料配信された。全21回。
概要
- 配信期間：2009年11月27日 - 2011年7月29日（月1回配信）
- パーソナリティ：小林ゆう、今井麻美

### 開運☆野望神社シリーズ
生天目仁美と伊藤静によるウェブラジオ番組。とらのあな公式サイトにて、2003年から2008年まで3シリーズ全96回が隔週で無料配信されていた。2010年に特別編1回を配信。

### ウェブコミック配信
以下のウェブコミック配信サイトを運営している。いずれも無料で閲覧可能。
- コミックHOLIC
毎週金曜日に更新。掲載作品の単行本も発売されている。
- コミホリA
成人向け漫画を掲載している。隔週水曜日に更新。
- 東方絵空事 ～ Moderate Feeling of Satisfaction.
東方Projectを題材とした漫画を掲載しており、東方グッズの情報も配信している。隔週木曜日に更新。

### オンラインゲーム配信
オンラインゲームの一種たるソーシャルゲームのプラットフォームとして2013年に「トラゲー」がオープンされたが、2016年に終了した。PCとスマートフォンの両方で利用が可能の作品から配信されたが、スマートフォン専用の作品がこのプラットフォームを占めるようになった。多くのソーシャルゲームと同様に基本利用料は無料、一部コンテンツ有料となっている。

## 提供・協力番組
- アキバ!AKIBA☆あきば
TOKYO MXで2006年4月から9月末まで毎週水曜23:30-24:00に放送されていた、とらのあな提供の秋葉原情報番組。
- げんしけん
TVアニメ版第1期シリーズのスポンサーを務めた。原作漫画第3話では架空の店舗「同じ穴のムジナ」、アニメ版第2話では実在するコミックとらのあな秋葉原1号店が描かれている。
- 女子高生
製作協力。
- モンスター娘のいる日常
籠城事件現場となった同人ショップが、原作では架空の店舗だったがアニメ版ではとらのあなになっている。

### 製作委員会参加の番組
※特記のない作品はすべて「コミックとらのあな」名義である。
- ドージンワーク
  - 原作漫画で「コミックしりのあな（株式会社尻の穴）」として登場。個人出版課など、株式会社虎の穴に実在する部署名が登場する。TVアニメ版ではとらのあながスポンサーおよび製作委員会で参加しており、秋葉原本店で実写パートのロケが行われた。
- くじびきアンバランス（第2期のみ）
- 一騎当千 Dragon Destiny/一騎当千 Great Guardians
- クイーンズブレイド 流浪の戦士/クイーンズブレイド 玉座を継ぐ者
- うたわれるもの 偽りの仮面
  - ユメノソラホールディングス名義。
- 魔法少女育成計画
  - 虎の穴名義。
- 終末のハーレム
  - 虎の穴名義。

## ユメノソラホールディングス
ユメノソラホールディングス株式会社（英: YUMENOSORA HOLDINGS Co., Ltd.）は、虎の穴やツクルノモリを傘下に持つ日本の持株会社。

### グループ会社
- 株式会社虎の穴
- ツクルノモリ株式会社 - キャラクターグッズの企画製造販売。
- とら婚株式会社 - 結婚相談所
- クリエイティア株式会社 - 月額制ファンクラブプラットフォーム「クリエイティア[Creatia]」運営
- 虎の穴ラボ株式会社 - グループ会社のシステム開発を行う。
- Anime Otaku Carry Service株式会社 - 代理購入サービス
- Fantia株式会社
- 虎之穴有限公司